# Nacionalidad norcoreana

Pasaporte norcoreano

La nacionalidad o ciudadanía norcoreana es el vínculo jurídico que liga a una persona física con la República Popular Democrática de Corea y que le atribuye la condición de ciudadano. La ley de esta nacionalidad se basa en el concepto jurídico de ius sanguinis (derecho de sangre).

## Historia
Desde su fundación en 1948 hasta 1963, la República Popular Democrática de Corea (RPDC) no tenía una ley de nacionalidad formal. Esto condujo a situaciones que eran bastante inusuales desde la perspectiva del derecho internacional, especialmente la declaración unilateral de la Unión Soviética de que los coreanos de Sajalín eran ciudadanos de la RPDC; en efecto, un Estado soberano que otorga a sus residentes la ciudadanía de otro Estado soberano, presumiblemente sin consulta alguna.
La primera ley de nacionalidad de la RPDC, aprobada el 9 de octubre de 1963, proporcionó una definición bastante amplia de ciudadanía norcoreana. Específicamente, declaró que cualquier persona que tuviera la ciudadanía de la Corea indivisa y la hubiera conservado hasta la promulgación de la nueva ley de ciudadanía, era en adelante ciudadana de la República Popular Democrática de Corea. Esto también incluye a los descendientes de estas personas. Esto planteó la posibilidad de que todos los miembros de la diáspora coreana fueran considerados ciudadanos norcoreanos, ya que anteriormente no hubo un procedimiento claro para la renuncia a la ciudadanía coreana, y pocos habían dado un paso tan oficial. La nueva ley también estableció que los extranjeros podrían obtener la nacionalidad norcoreana por naturalización. La ley fue enmendada dos veces; primero el 23 de marzo de 1995 y luego el 26 de febrero de 1999.

## Adquisición

### Por nacimiento en Corea del Norte
El nacimiento en Corea del Norte de padres no norcoreanos, es en sí mismo insuficiente para acceder a la ciudadanía norcoreana, con la excepción de un niño nacido en el país de padres desconocidos o apátridas.

### Por ascendencia
Adquiere la ciudadanía norcoreana al nacer:
- El niño nacido de ambos padres norcoreanos, independientemente del lugar de nacimiento.
- El niño nacido de un ciudadano norcoreano y otro extranjero o apátrida (si reside en territorio norcoreano).

La nacionalidad de un niño nacido en el extranjero de un ciudadano norcoreano (residente en el exterior) y otro de nacionalidad diferente, se determinará de la siguiente manera:
- Si es menor de 14 años, su nacionalidad se determinará de acuerdo con el deseo de sus padres y, en caso de que no haya padres, por deseo de un tutor. En este caso, si no se expresa el deseo de los padres o del tutor dentro de los tres meses posteriores al nacimiento, el niño obtendrá la nacionalidad norcoreana.
- Si tiene 14 años o más (todavía siendo menor), se determinará de acuerdo con el deseo de sus padres y el consentimiento del niño y, en caso de que no haya padres, por el deseo de un tutor y el consentimiento del menor. En este caso, si su deseo es diferente del deseo de sus padres o del tutor, se determinará de acuerdo con el deseo del propio niño.
- Si es mayor de edad (17 años o más), se determinará de acuerdo con el deseo de la propia persona.

### Por naturalización
El proceso de naturalización como ciudadano norcoreano no está claro. Solo puede ser otorgado por el Presidium de la Asamblea Suprema del Pueblo, y se desconocen otros requisitos específicos.

## Renuncia a la nacionalidad norcoreana
Es legalmente posible renunciar a la nacionalidad norcoreana. Corea del Norte emite certificados de pérdida de nacionalidad en tales casos, que pueden ser requeridos por otros Estados en los que un exciudadano de la República Democrática Popular de Corea busca naturalizarse. Sin embargo, dichos certificados se han vuelto más difíciles de obtener a partir de 2011, según informes de los medios de comunicación de Corea del Sur. Los norcoreanos que renunciaron a su ciudadanía, pueden recuperarla mediante una solicitud.
Si los padres de un niño cambian de ciudadanía, la ciudadanía de este también cambiará si es menor de 14 años. En cambio, si tiene entre 14 y 16 años, su ciudadanía no cambiará sin su propio consentimiento y el de sus padres. En el caso de que no exista deseo de sus padres, o si el mismo es diferente al deseo del niño, el cambio o no de ciudadanía se determinará de acuerdo con el deseo de este último. Si el otro padre sigue siendo norcoreano, la ciudadanía del niño no cambiará.

## Doble nacionalidad
La ley de Corea del Norte no reconoce la doble ciudadanía. Sin embargo, la misma especifica que los tratados de doble nacionalidad con otros países tienen prioridad sobre el texto de la ley. Es difícil renunciar a la ciudadanía norcoreana. La mayoría de los norcoreanos que se convierten en ciudadanos naturalizados de otro país, seguirán siendo ciudadanos duales no oficiales, aun considerados ciudadanos norcoreanos por el gobierno de Corea del Norte. En cambio, los ciudadanos norcoreanos que huyen a Corea del Sur, se convierten automáticamente en ciudadanos surcoreanos, y no pueden regresar a Corea del Norte sin un permiso y aprobación especiales del gobierno surcoreano. Debido a la falta de relaciones diplomáticas normales entre Corea del Norte y Japón, a los norcoreanos en Japón con doble ciudadanía japonesa y norcoreana, se les ha pedido que renuncien a la ciudadanía japonesa en favor de conservar únicamente la norcoreana, rechazada por el Ministerio de Justicia de Japón.

## Requisitos de visado

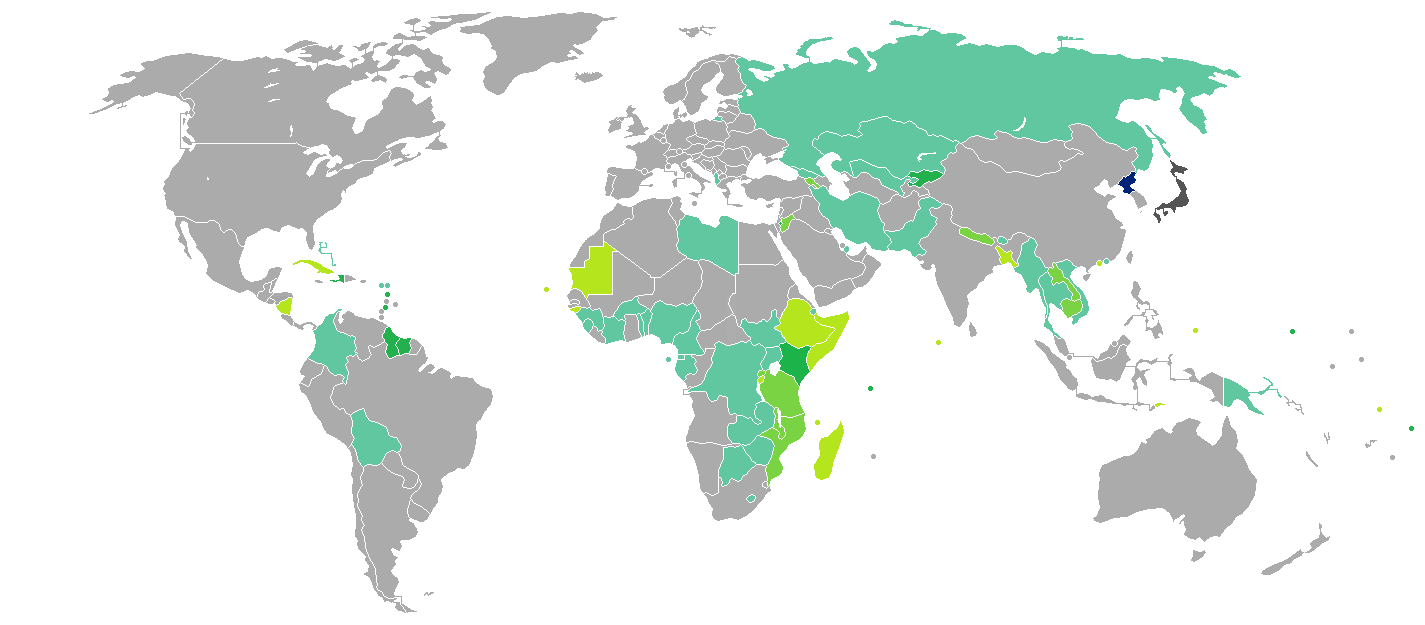
Corea del Norte
No se requiere visa
Visa a la llegada
Visa electrónica
Visa disponible tanto a la llegada como en línea
Se requiere visa antes de la llegada
Admisión rechazada

Los requisitos de visado para ciudadanos norcoreanos son las restricciones administrativas de entrada por parte de las autoridades de otros Estados a los ciudadanos de Corea del Norte. En 2023, los ciudadanos norcoreanos tenían acceso sin visado o visa a la llegada a 40 países y territorios, clasificando al pasaporte norcoreano en el 98.º lugar del mundo, según el Índice de restricciones de Visa.